# Фискальные марки Ливии

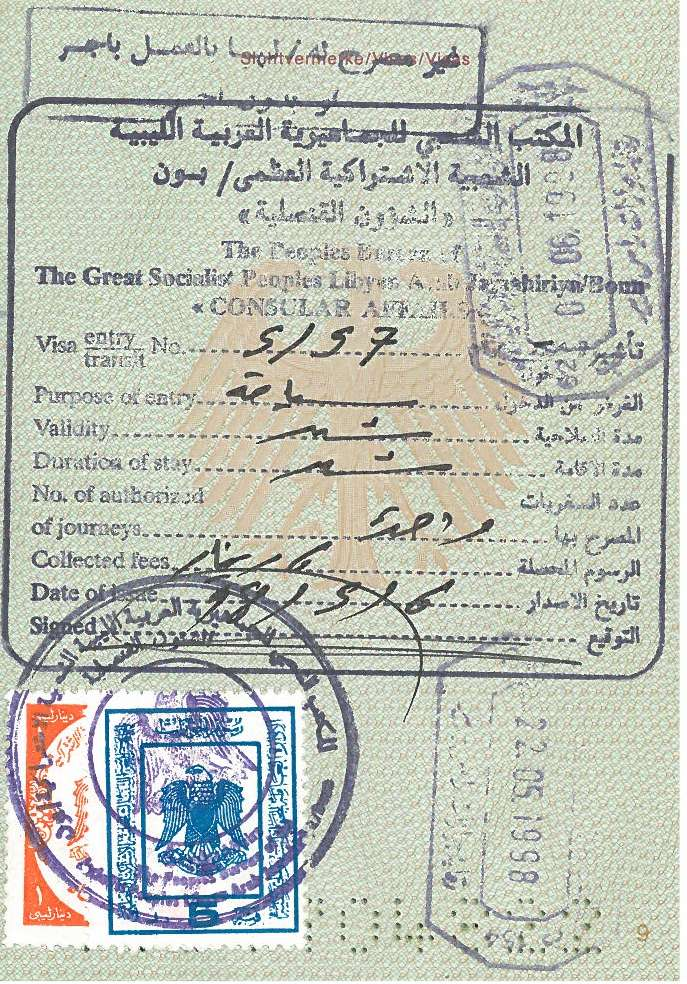
Паспортные марки Ливии на визе 1998 г.

Фиска́льные ма́рки Ли́вии — выпускавшиеся в Ливии фискальные марки, которые предназначены для оплаты различных государственных сборов, налогов, пошлин. Ливия впервые выпустила фискальные марки, будучи итальянской колонией, в 1913 году, и продолжает выпуск фискальных марок по сей день. Провинции Киренаика, Триполитания и Феццан, а также муниципалитет Триполи также выпускали отдельные фискальные марки до 1950-х и 1960-х годов.

## Универсальные выпуски Ливии
Когда Ливия была итальянской колонией, на различных фискальных марках Италии и итальянских колоний делались надпечатки для использования в Ливии с 1913 года. Были два типа надпечаток: либо с указанием года выпуска, например, итал. «LIBIA-1913» (Ливия-1913), либо просто итал. «LIBIA» (Ливия). Существовало несколько типов сборов, включая гербовый сбор (итал. Marca da Bollo), права на землю (Diritti Fondiari), векселя (Tassa di Bollo per Cambiali), меры и веса (Pesi, Misure e Marchio), паспорта (Atti Esteri Passaporti) и удостоверение подлинности (Passaporto Vidimazione).
Следующие ливийские фискальные марки были выпущены после образования Королевства Ливия в 1951 году. На фискальных марках Киренаики была сделана дополнительная надпечатка араб. «ليبيا‎ англ. LIBYA» (Ливия); в период с 1954 года по 1956 год они были заменены почтовыми марками короля Идриса с надпечаткой англ. «REVENUE» (Гербовый сбор) или англ. «FEDERAL REVENUE» (Федеральный гербовый сбор) на английском и арабском языках. В период с 1955 года по 1967 год вышли марки нового рисунка с изображением герба страны. Существует несколько различных их типов, при этом были отдельные выпуски с надписью англ. «Consular Service» (Консульская служба), «Federal Revenue» (Федеральный гербовый сбор), «Priority» (Приоритет) и «Revenue» (Гербовый сбор). В период с 1968 года по 1969 год марки нового рисунка с изображением нефтяных скважин заменили выпуски с изображением герба. Помимо них, в период с начала 1960-х годов и по 1968 год были перевыпущены фискальные марки с рисунками фискальных выпусков Триполитании и Киренаики с другими надписями для обращения на всей территории Ливии.
После свержения королевства в результате государственного переворота под руководством Муаммара Каддафи в 1969 году, на фискальных марках королевства были сделаны надпечатки аббревиатуры «Л.А.Р.» на арабском языке. Примерно в 1970 году вышли марки нового рисунка с центральным восьмиугольником со скруглёнными краями, окружённым четырьмя прямоугольными плашками, которые несколько раз перевыпускались. В период с 1970 года по 2002 год выпускались марки колониального типа с изображением герба страны с надписью англ. «Consular Service» (Консульская служба), «Passport Fees» (Паспортный сбор) и «War Tax» (Военный налог). Были эмитированы различные выпуски, отражающие изменения в гербе. В период с 1974 года по 1990-е годы также выпускались марки других рисунков с надписью «Airport Tax» (Аэропортовый сбор), «Medical Fee» (Медицинский сбор) и «Municipal Revenue» (Муниципальный гербовый сбор).
Ливийские фискальные марки с рисунком в виде центрального восьмиугольника остаются в обращении по сей день. Они не были заменены новыми выпусками после гражданской войны 2011 года.

## Региональные выпуски

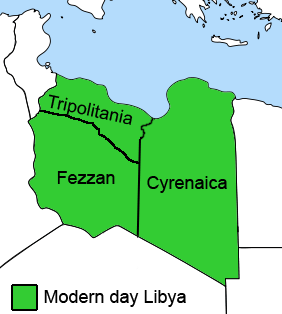
Карта Ливии с изображением провинций Триполитания, Киренаика и Феццан

### Триполитания
Когда Триполитания была итальянской колонией, на итальянских фискальных марках для векселей (итал. Tassa di Bollo per Cambiali) и для мер и весов (Pesi, Misure e Marchio) была сделана надпечатка «Tripolitania» (Триполитания). Когда Триполитания находилась под британской оккупацией в 1946 году, на марках гербового сбора (итал. Marca da Bollo) итальянских колоний и марках для векселей (итал. Tassa di Bollo per Cambiali) Итальянской Восточной Африки была сделана надпечатка англ. «B.M.A.» (Британская военная администрация) для использования в Триполитании. В 1950 году их заменили фискальные марки итальянских колоний с надпечаткой англ. «B.Adm.T.» (Британская администрация Триполитании), что отражало переход от военной к гражданской администрации. Год спустя они были заменены марками с надпечаткой просто англ. «Tripolitania» (Триполитания), некоторые из которых были с новым номиналом в лирах военного управления (MAL). Позднее в том же году на почтовых марках Киренаики были сделаны надпечатки для Триполитании на английском и арабском языках, опять же с новыми номиналами в лирах военного управления.
В 1951 году, после того как Триполитания вошла в состав Королевства Ливия, были выпущены марки нового рисунка с изображением мечети Таджура и пальмы. Было выпущено несколько серий марок с этим рисунком, которые использовались до 1960-х годов.

#### Муниципалитет Триполи
В период, когда Ливия была итальянской колонией, а также во время британской оккупации, для муниципалитета Триполи были выпущены различные фискальные марки. Известны несколько типов марок для разных целей. В период с 1954 года по 1961 год вышли марки нового рисунка с изображением замка Ассарайя-эль-Хамра и надписью англ. «Municipal Revenue» (Муниципальный гербовый сбор).

### Киренаика
Первые фискальные марки Киренаики были выпущены, когда она была итальянской колонией. На итальянских фискальных марках для мер и весов (итал. Pesi, Misure e Marchio) была сделана надпечатка «Cirenaica» (Киренаика). В 1946 или 1947 году, во время британской оккупации, на эритрейских фискальных марках была сделана надпечатка англ. «CYRENAICA P.T. 25». Существуют два варианта марок: один с водяным знаком, а другой без него. В период с 1949 года по 1951 год, когда Киренаика была независимым эмиратом, для фискальных целей использовались почтовые марки. Позднее на ряде этих почтовых марок была сделана надпечатка англ. «Revenue» (Гербовый сбор). Примерно в 1952 году на фискальных марках Триполитании была сделана надпечатка для Киренаики на арабском языке, а с 1955 года по 1957 год вышла марка с изображением мечети Атик и пальмы. С 1955 года по 1963 год эти марки использовались наряду с марками похожего рисунка с изображением старой ратуши Бенгази.

### Феццан
В 1950-х годах в Феццане были выпущены несколько фискальных марок. Известны типы марок с надписями англ. «Rev. Stamp» (Фискальная марка) или фр. «Impot du Timbre» (Гербовый сбор).

## Гербовая бумага
В 1950-х годах Ливия и Киренаика выпускали гербовую бумагу.